# Богослово (Архангельська область)
Богослово (рос. Богослово) — присілок в Ленському районі Архангельської області Російської Федерації.
Населення становить 13 осіб. Входить до складу муніципального утворення Сафроновське поселення.

## Історія
Від 2004 року входить до складу муніципального утворення Сафроновське поселення.

## Населення
| 2002 | 2010 | 2012 |
| ---- | ---- | ---- |
| 12   | ↗13  | →13  |